# 無料新聞
無料新聞（むりょうしんぶん）は、無料で配布される新聞（フリーペーパー）のうち、広告を主体としない本格的な新聞。日本では全国紙として日刊で発行されているものは無く、地方紙としては滋賀報知新聞が存在する。

## 海外
フランスでは「ヴァンミニッツ」「メトロ」「ディレクト・ソワール」「マタン・プリュス」などの無料新聞が、大手新聞を経営危機に陥れるなど新聞の主役の座を奪いつつある。アメリカの日刊紙であるサンフランシスコ・エグザミナーは、2004年4月から無料新聞に切替えた。
アジア地域においても、韓国では無料新聞は盛況で、急成長したため一般紙を発行していた新聞社も無料新聞に参入している。香港では朝の通勤時間を中心に地下鉄などの出入口各所で配付され、主な物だけでも4誌（都市日報、AM730、頭条日報、英文虎報）もあるほどの人気である。